# Fritz Tugendhat
Fritz Tugendhat (10. října 1895 Brno – 22. března 1958 St. Gallen) byl německý židovský průmyslník, obchodník a spolumajitel textilních továren působící v Brně. Se svou ženou nechal postavit podle návrhu německého architekta Ludwiga Miese van der Rohe vilu Tugendhat.
Jeho rodiče Emil Tugendhat a Marie, rozená Fleischerová, nejenže byli spoluvlastníky vlnařských závodů Feldhendler et Co., kde se vyrábělo soukenné a vlněné zboží, a společnosti Max Kohn, která byla přádelnou vlny, ale věnovali se i obchodu se suknem.

## Život před válkou

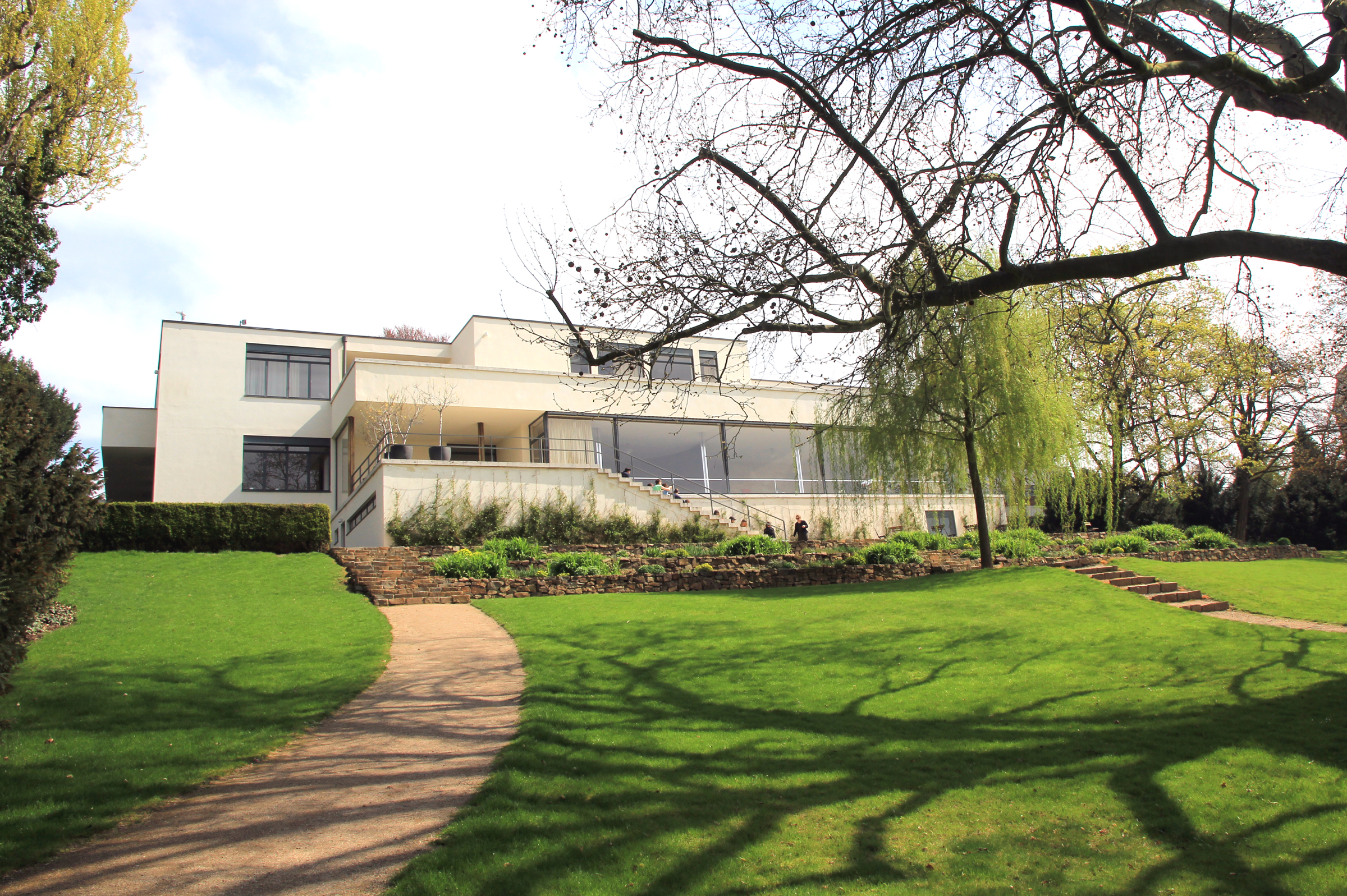
Vila Tugendhatových v Brně

Fritz Tugendhat si v mládí přál studovat medicínu, protože textilní výroba ho moc nezajímala a nebyl ani nadaným obchodníkem, přesto se nakonec stal společníkem ve firmách jeho rodičů. V roce 1928 se v Berlíně oženil s Gretou Löw-Beerovou, která od svého otce textilního továrníka Alfreda Löw-Beera dostala pozemek na stavbu rodinné vily. Její otec kromě toho financoval i stavbu vily. Vypracováním návrhu vily pověřili brněnského architekta Ernsta Wiesnera, ale nakonec své rozhodnutí změnili a vybrali si německého architekta Ludwiga Miese van der Rohe. Ten vypracoval návrh funkcionalistické vily Tugendhat, který v letech 1929-1930 zrealizovala brněnská stavební firma Moritz a Artur Eislerovi. Fritz měl zásluhou dobrých kontaktů v Německu dobré informace o politické situaci, která nastala po nástupu Adolfa Hitlera k moci. Před obsazením se s rodinou rozhodl opustit Československo. Byl si vědom toho, že zůstat v Brně by znamenalo rozsudek smrti pro celou jeho rodinu.

## Život v exilu
V květnu 1938 poslal svou ženu s oběma syny do Švýcarska. Sám zůstal v Brně, kde s guvernantkou Irene Kalkofenovou balil osobní věci a drobnější nábytek. Brno opustil v létě 1938. Ve Švýcarsku se necítil bezpečně, a protože Spojené státy americké uprchlíky již nepřijímaly, v lednu 1941 se rozhodl s rodinou odejít do Venezuely, kde si v Caracasu založil textilní továrnu, která příliš neprosperovala. Po válce se rodina toužila vrátit do Evropy, a tak se v roce 1950 přestěhovali do Švýcarska, kde Fritz Tugendhat dne 22. března 1958 v St. Gallenu zemřel na rakovinu.